# Duomo di Erice
La Chiesa Madre di Erice (anche Real Chiesa Madrice Insigne Collegiata), meglio conosciuta come Real Duomo di Erice, è la chiesa madre di Erice, ubicata in piazza Matrice, nei pressi di Porta Trapani. È dedicata a Santa Maria Assunta.

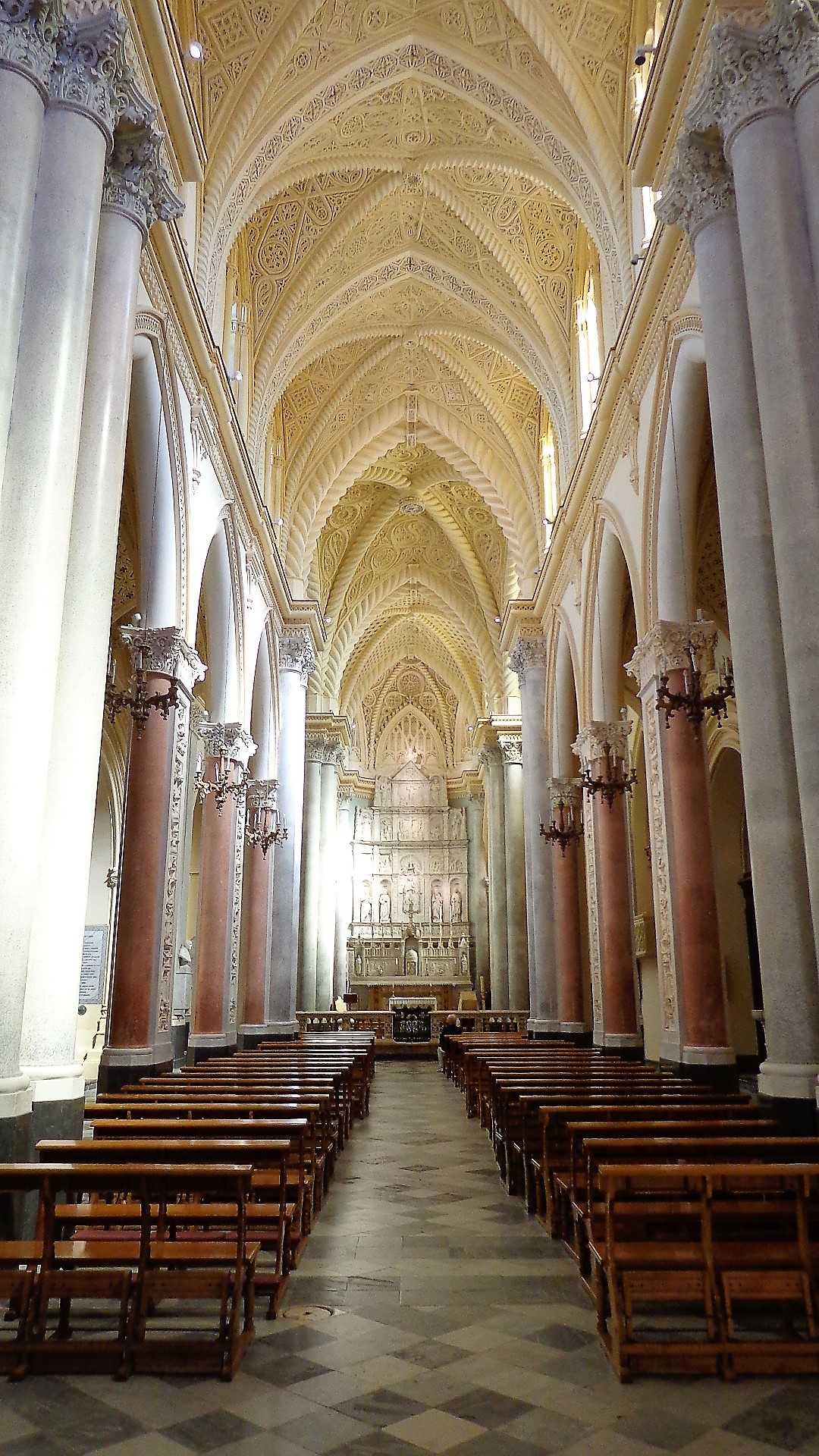
Navata.

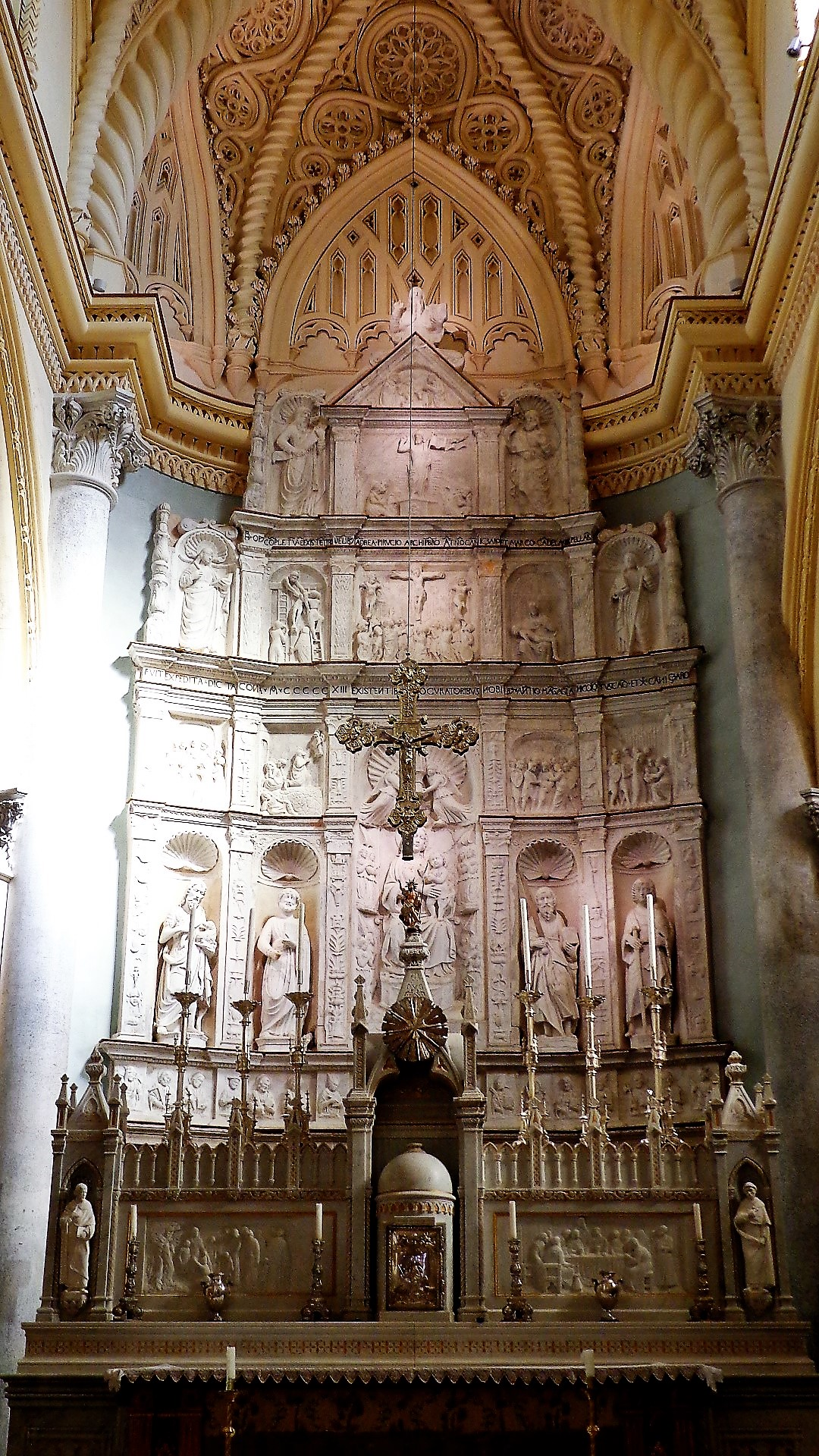
L'Ancona marmorea.

## Storia

### Epoca romana
La tradizione orale tramanda l'innalzamento di un primitivo tempio cristiano al tempo dell'imperatore Costantino nel IV secolo d.C., nell'epoca in cui il tempio di Venere Ericina venne, se non demolito, almeno chiuso. Fin da quell'epoca gli ericini abbracciarono la religione cristiana e costruirono alla Vergine Maria una piccola chiesa a partire dalla quale si è sviluppato l'edificio attuale. Sembra che in quel periodo fossero sorte ad Erice due chiese: una, dedicata alla Nostra Signora della Neve, eretta dentro l'antico castello, proprio nel luogo medesimo ove sorgeva il tempio di Venere; l'altra, pure dedicata alla Vergine Maria, ad occidente, affinché risultasse più facile allontanarsi da quel tempio per quanti - tra la popolazione - non avevano ancora abbandonato i riti della Venere Ericina.

### Epoca aragonese
La lunga disputa fra fazione latina e fazione catalana, animata dalle rivendicazioni degli Angioini sulla Sicilia, indussero Federico III d'Aragona a lasciare temporaneamente Palermo, per trovare cortese protezione fra le mura dell'amena località. Quando le vicende politiche consentirono il rientro del sovrano nella capitale, Federico volle lasciare un segno di gratitudine tangibile al centro e alla cittadinanza per l'ospitalità riservatagli. La cappella od oratorio, che secondo l'opinione di alcuni risalirebbe ai tempi di Costantino, venne quindi ampliata ed ornata dal sovrano aragonese verosimilmente impiegando nella fabbrica anche materiale proveniente dal tempio dedicato alla Venere Ericina, infatti sulla parete esterna destra dell'attuale chiesa sono incastonate nove croci greche provenienti dal tempio pagano, queste ultime parte delle aggiunte postume operate nel XVII secolo dall'arciprete Carvini. L'edificazione della chiesa assunse anche un significato religioso, quale ringraziamento alla Vergine per l'esito favorevole degli annosi conflitti interni.
La Chiesa Madre fu realizzata nel corso dei primi decenni del XIV secolo - lo storico Antonio Cordici colloca l'inizio dei lavori nel 1314 - in stile gotico trecentesco sulla preesistente cappella dedicata alla Vergine Assunta, per volere di re Federico secondo il progetto affidato all'architetto Antonio Musso, a fianco della torre quadrangolare d'avvistamento. Quest'ultima edificata durante le guerre del Vespro, e in seguito trasformata alla fine del XIV secolo in campanile con bifore. Passarono parecchi anni prima che l'ampliamento della chiesa fosse portato a compimento. Nel 1329 i lavori della fabbrica procedevano tanto a rilento, che Papa Giovanni XXII, attraverso l'emanazione di bolle pontificie, concesse speciali indulgenze a quei fedeli qui ad fabricam manus porrexerint adiutrices. La definitiva ultimazione avvenne intorno al 1372. La costruzione era articolata secondo l'impianto basilicale a tre navate, all'interno la volta del cappellone presentava una decorazione musiva mentre il corpo ecclesiale una diversa disposizione degli altari e degli ambienti.

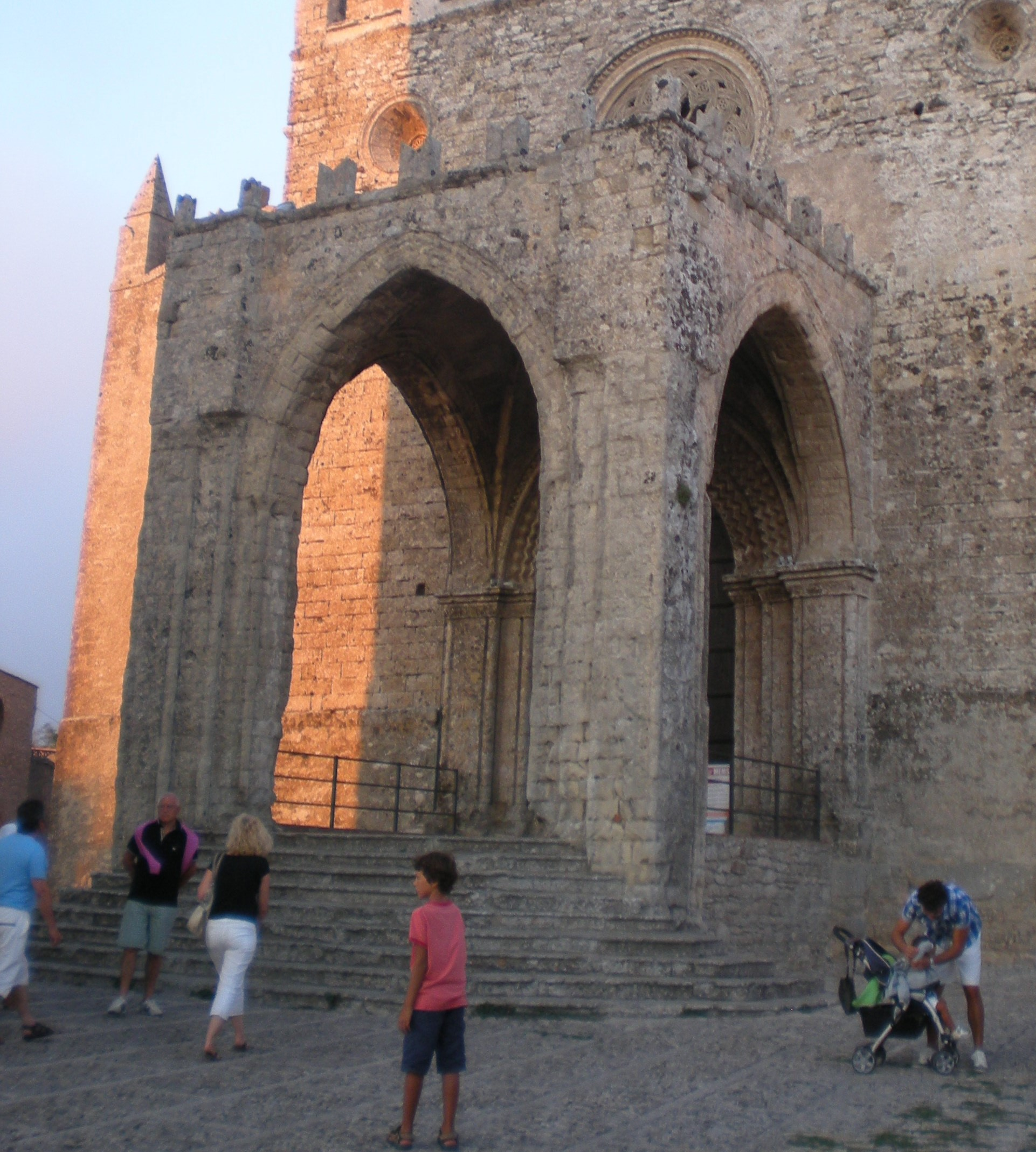
Il pronao

Nel 1426 fu aggiunto il pronao ad archi ogivali, denominato Gibbena (da Age Bene: comportati bene), dall'arciprete Bernardo Militari per ospitare i pubblici penitenti venuti ad espiare peccati gravissimi. Contestualmente fu realizzata la scalinata accessibile da tutti i lati, che fu risistemata nel 1766 dall'arciprete Antonino Badalucco, con nove scalini.

### Epoca spagnola
Col fiorire del rinascimento, dei nuovi canoni estetici, dei numerosi patrocini furono in seguito addossate ulteriori cappelle, corpi e manufatti esterni. Sul lato settentrionale furono aggregati nuovi ambienti: la Cappella de Scrineis, la Cappella di San Nicola, la Cappella di San Giuseppe, i locali della sacrestia posti dietro il cappellone.
Tra il 1673 e il 1677 dall'arciprete Giuseppe Liccio fece arrotondare gli antichi pilastri della chiesa, compromettendone la stabilità strutturale.
La chiesa madre fu tra tutte le chiese ericine la prima ad essere consacrata da monsignor Bartolomeo Castelli, vescovo di Mazara nel maggio 1697.

### Epoca borbonica

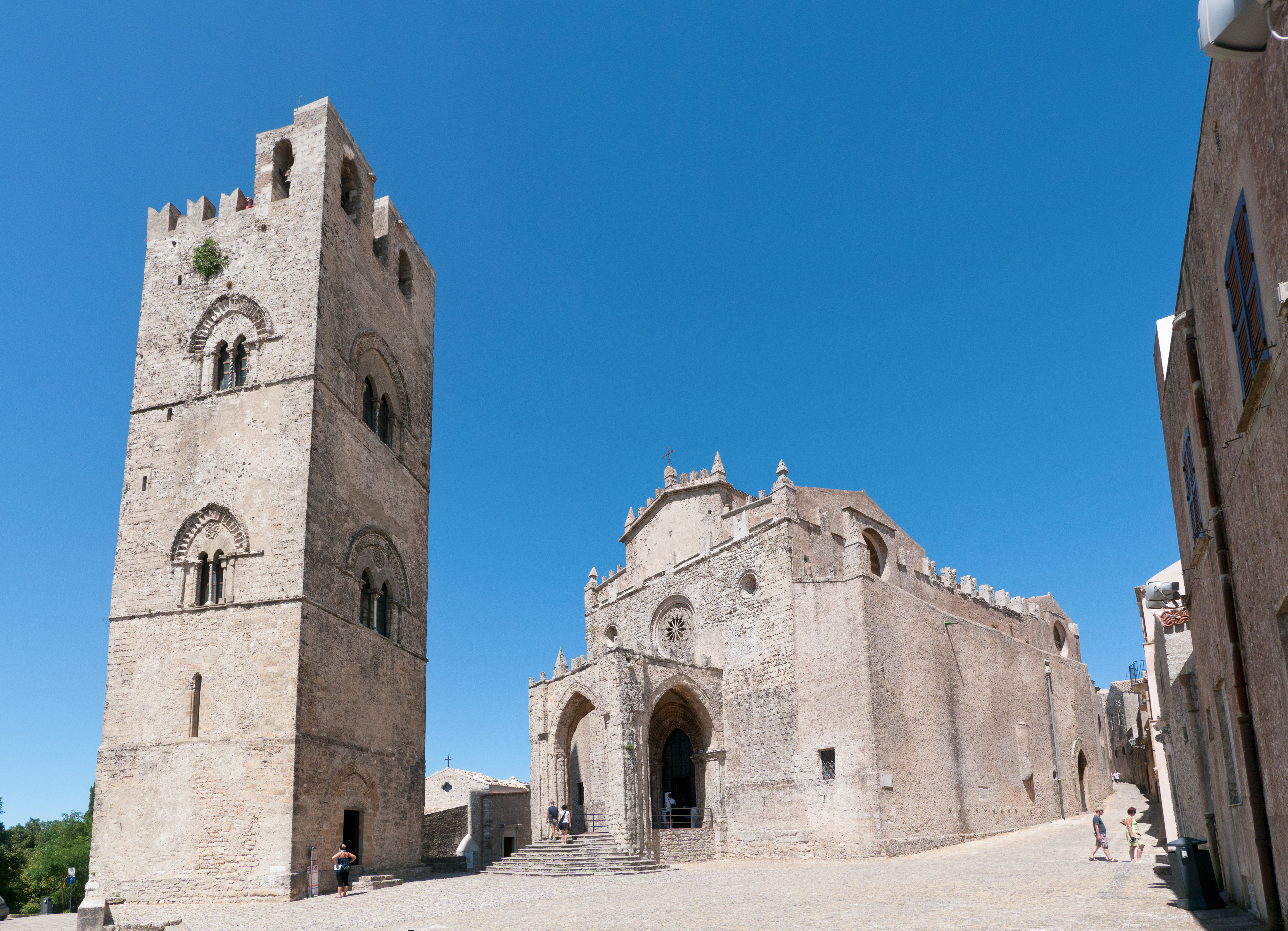
Veduta d'insieme

Nel 1715 la madrice venne interdetta per effusione di sangue, allorché domenica 7 luglio, durante la celebrazione eucaristica, furono scaricate delle armi da fuoco contro Clemente Palma, pro-castellano, e Alberto Coppola, giurato, i quali persero molto sangue, che macchiò il pavimento della chiesa. I due aggressori furono catturati e condannati a morte. Le due vittime, il Palma e il Coppola, anche se gravemente feriti, guarirono. Il vescovo Castelli ordinò che si scegliesse in quel frangente un'altra chiesa per le funzioni parrocchiali, e si optò per la chiesa di San Martino. Il duomo fu ribenedetto il 16 agosto di quello stesso anno dallo stesso vescovo Castelli.
Intorno alla metà del XIX secolo il duomo ericino, modificato nel corso dei secoli in maniera episodica e frammentaria, presentava una stratificazione stilistica caotica, inadeguata ai canoni estetici del tempo. Ai problemi di natura estetica si univano poi preoccupazioni di natura strutturale. L'assottigliamento dei pilastri si era rivelato dannoso e i sostegni mostravano lesioni così profonde da spingere, nel 1846, il vescovo Vincenzo Marolda a minacciare l'Interdetto nel caso in cui non fossero stati eseguiti urgenti lavori di restauro.
Probabilmente nello stesso anno venne quindi commissionato un progetto dall'arciprete Giovan Battista Miceli, che morì l'anno successivo, quando non era ancora stata presa alcuna decisione ufficiale. Apprendiamo da un esposto, privo di data e di firma, indirizzato al vescovo e conservato presso l'Archivio della Curia di Trapani, le notizie riguardanti le vicende che seguirono. Nella lettera, scritta probabilmente nel 1857, sono riferiti gli avvenimenti risalenti a un periodo compreso tra il 1845 e il 1852. L'autore della missiva - che viene identificato nel sacerdote ericino Carmelo Pirajno - dichiara di aver ricevuto l'incarico di eseguire i disegni per il restauro della chiesa prima dall'arciprete Miceli e in seguito, morto costui, dal decano Giuseppe Augugliaro. Dalla lettera si intuisce che non doveva trattarsi di un intervento poco invasivo, quanto piuttosto di un vero e proprio rinnovamento. Il presunto autore, conclusi i disegni, vide le sue proposte improvvisamente accantonate in favore di un altro progetto. La chiesa, rimasta senza arciprete, era infatti amministrata dal decano, con il quale i rapporti si dimostrarono fin dall'inizio tesi. L'Augugliaro non esitò ad escludere il Pirajno dai lavori di restauro, favorendo un giovane stuccatore palermitano, Giuseppe Uttiveggio, poco conosciuto e forse per questo a lui gradito: sembra che il decano non volesse subire molte ingerenze nel compimento dell'opera. Avviare un grande restauro e legare il proprio nome all'impresa doveva rappresentare per lui un forte incentivo. 

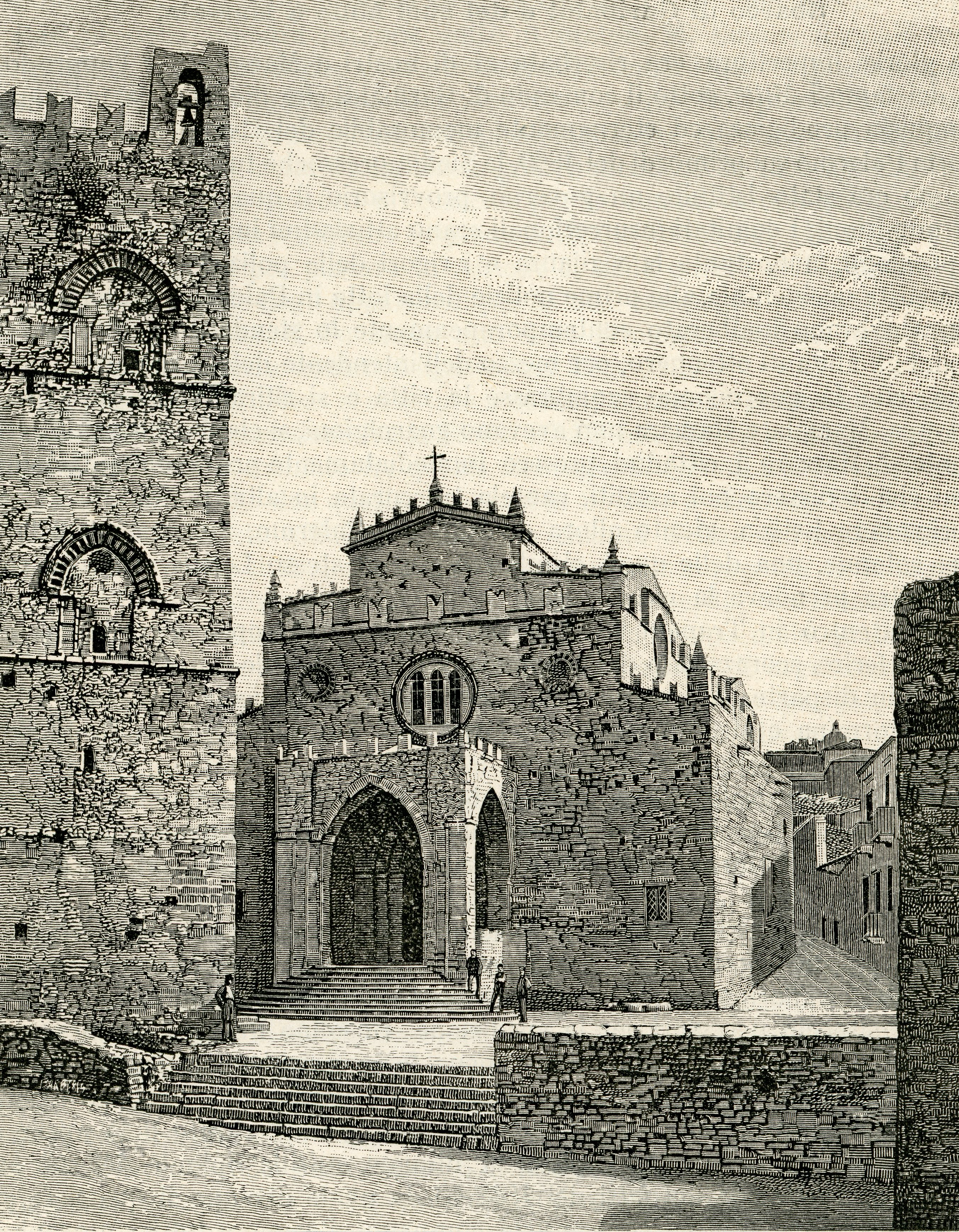
La chiesa madre di Erice in una xilografia di Barberis del 1892.

Si trattò di una vicenda particolarmente complessa, che può essere divisa in due fasi: la prima, iniziata nel 1852, che si interruppe nel 1858 a causa di un crollo in corso d'opera; la seconda, nella quale entrarono in gioco personaggi diversi, che prese avvio nel 1859 e si concluse nel 1865 con l'inaugurazione della chiesa, non solo rinnovata, ma in parte restaurata.
Con il nuovo progetto e le necessarie autorizzazioni amministrative i lavori cominciarono tra il dicembre 1852 e il gennaio 1853, ma nel mese di maggio vennero fermati da un improvviso intervento della Commissione di Antichità e Belle Arti, informata da una denuncia di Pirajno sul pericolo che i restauri intrapresi nel duomo potessero compromettere il valore storico e artistico del monumento. La Commissione, per verificare sul posto la realtà dei fatti, inviò l'architetto Francesco Damiani, il quale - incaricato di occuparsi personalmente dei lavori - oltre a una serie di consigli su come restaurare l'antico edificio, esortava a rispettare, nella realizzazione degli intonaci e degli stucchi ormai distrutti dal tempo, i resti dell'originaria decorazione, in modo da non snaturare la storicità dell'edificio. Queste raccomandazioni suonano come un monito nei confronti del progetto esibitogli, che Damiani sembra considerare eccessivamente invasivo. Esistevano opinioni contrastanti tra Damiani e la deputazione in merito al valore estetico del duomo di Erice: ciò si evince dalla lettera inviata da Giuseppe Augugliaro alla Commissione di Antichità e Belle Arti in risposta al sopralluogo di Damiani e alle polemiche riguardanti il progetto di restauro. Alla Commissione che chiedeva di esaminare un "piano d'arte", per valutare le modifiche ipotizzate, il decano Augugliaro rispondeva di non avere le disponibilità economiche per fare eseguire un disegno e che del resto questo sarebbe risultato inutile, trattandosi soltanto di poco significative modifiche allo stato attuale, lasciando intuire la sua volontà di rinnovarne completamente l'aspetto interno della chiesa.
Tali divergenze sono sufficienti a spiegare il ruolo di semplice supervisore, più che di vero e proprio direttore dei lavori, che Damiani assunse all'interno del cantiere, così come si evince dal contratto d'appalto per l'esecuzione dei lavori di stucco, stipulato nel 1857, tra la deputazione preposta al restauro del duomo e i mastri Giuseppe Uttiveggio e Giuseppe di Noto.

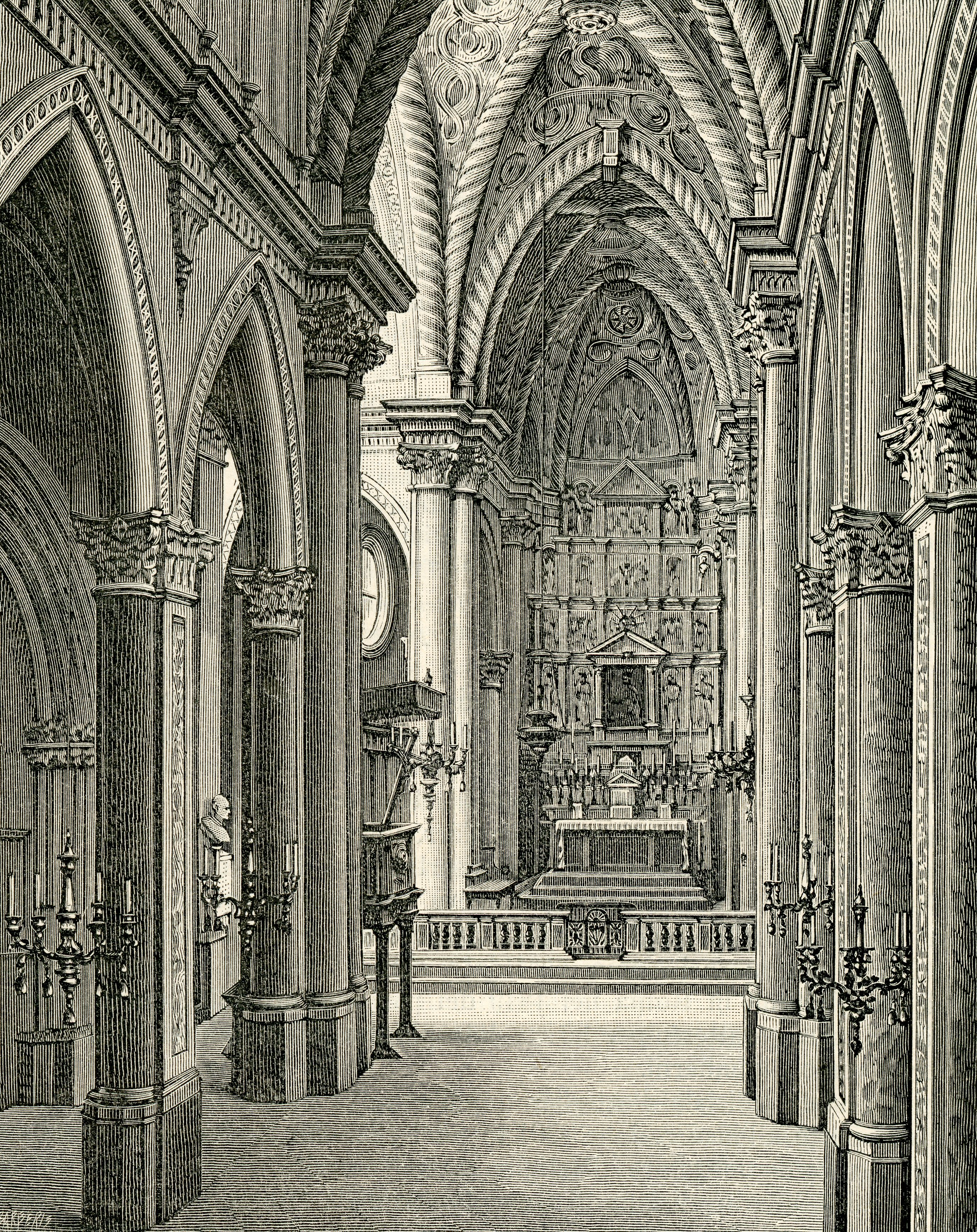
L'interno della chiesa madre in una xilografia di Barberis del 1892

L'appalto e la relazione fanno riferimento ai soli lavori di definizione e decorazione degli interni; non vi erano considerate le opere murarie che, nel 1857, erano già state ultimate. La descrizione dei lavori presentata dallo stuccatore Uttiveggio proponeva differenze sostanziali rispetto alle idee espresse da Damiani nel 1853. Non si trattava di normali cambiamenti, ma di mutamenti profondi: se ne deduce che il carico di lavoro e le divergenze di opinioni in merito alle scelte da adottare, avessero indotto l'architetto a delegare molte decisioni alla deputazione, fornendo consigli e sorvegliandone l'operato, senza però partecipare in prima persona all'elaborazione del progetto. Ciò che dimostra la differenza esistente tra le tipologie di interventi esposte nei due documenti, ossia il rapporto di Damiani e la relazione di Uttiveggio, è la dichiarazione di intenti che le sottende, quella dell'architetto di non snaturare la storicità del monumento e quella, perseguita dalla deputazione, di celare lo "squallore" dell'edificio sotto un rivestimento di stucchi. Tra le opere previste vi era anche la riconfigurazione delle colonne, da realizzarsi mediante la trasformazione di quelle esistenti.
Il 2 luglio 1857 i lavori vennero interrotti per il crollo di una colonna. Questo incidente dovette preoccupare molto la deputazione, che si vide costretta ad operare scelte rapide nel tentativo di evitare un'interruzione dei lavori. Nel marzo del 1858 un crollo delle volte complicò la situazione del cantiere. Prese avvio l'ultima e definitiva fase dei lavori di rinnovamento. Le demolizioni cominciarono nel luglio del 1858 e nell'ottobre dello stesso anno la deputazione procurò un disegno. Per adattare il progetto alla vecchia matrice venne incaricato Francesco La Rocca, converso dei minori conventuali, che modificò il disegno, mantenendo dello stesso soltanto le colonne.
Nel marzo 1859 ebbero inizio i lavori in muratura che proseguirono fino al 1863; nei due anni seguenti ci si dedicò alle opere di finitura e alla realizzazione degli stucchi. Si differenziò l'altezza dei pilastri, originariamente tutti uguali, e venne innalzata la volta maggiore della chiesa e realizzate finestre più ampie. Questo aumento di altezza si rifletté anche in facciata dove venne a formarsi un corpo arretrato rispetto alla compagine principale del prospetto, al quale, per conferire un'unità con l'originaria struttura furono aggiunti dei piccoli merli. Con questi lavori l'antica chiesa subì alcune modifiche nella volumetria interna. Dopo il rifacimento interno in stile neogotico ottocentesco il duomo venne riaperto il 20 agosto 1865. Il domenicano Giuseppe Castronovo esaltò il magnifico disegno e il suo adattatore, il francescano Francesco La Rocca, originario di Salaparuta: rispetto alla sua partecipazione nel cantiere del duomo di Erice, La Rocca sembra aver svolto il ruolo di regista, realizzando un'opera di assemblaggio di progetti, modelli differenti e preesistenze, elevando così una struttura difficile e sfuggente a qualsiasi tipo di classificazione, che nel panorama siciliano non presenta né precedenti né imitazioni. 
La chiesa madre è sorretta da pilastri e colonne corinzie a fascio, in alternativa ai precedenti massicci piedritti squadrati, con bassorilievi: i piedistalli, le basi, i capitelli, il cappellone sono di stile neogotico. Nella navata centrale, scomparse le volte costolonate, il colonnato regge una volta gotica a sesto acuto; ugualmente goticizzanti sono le due navate laterali.

### Epoca contemporanea

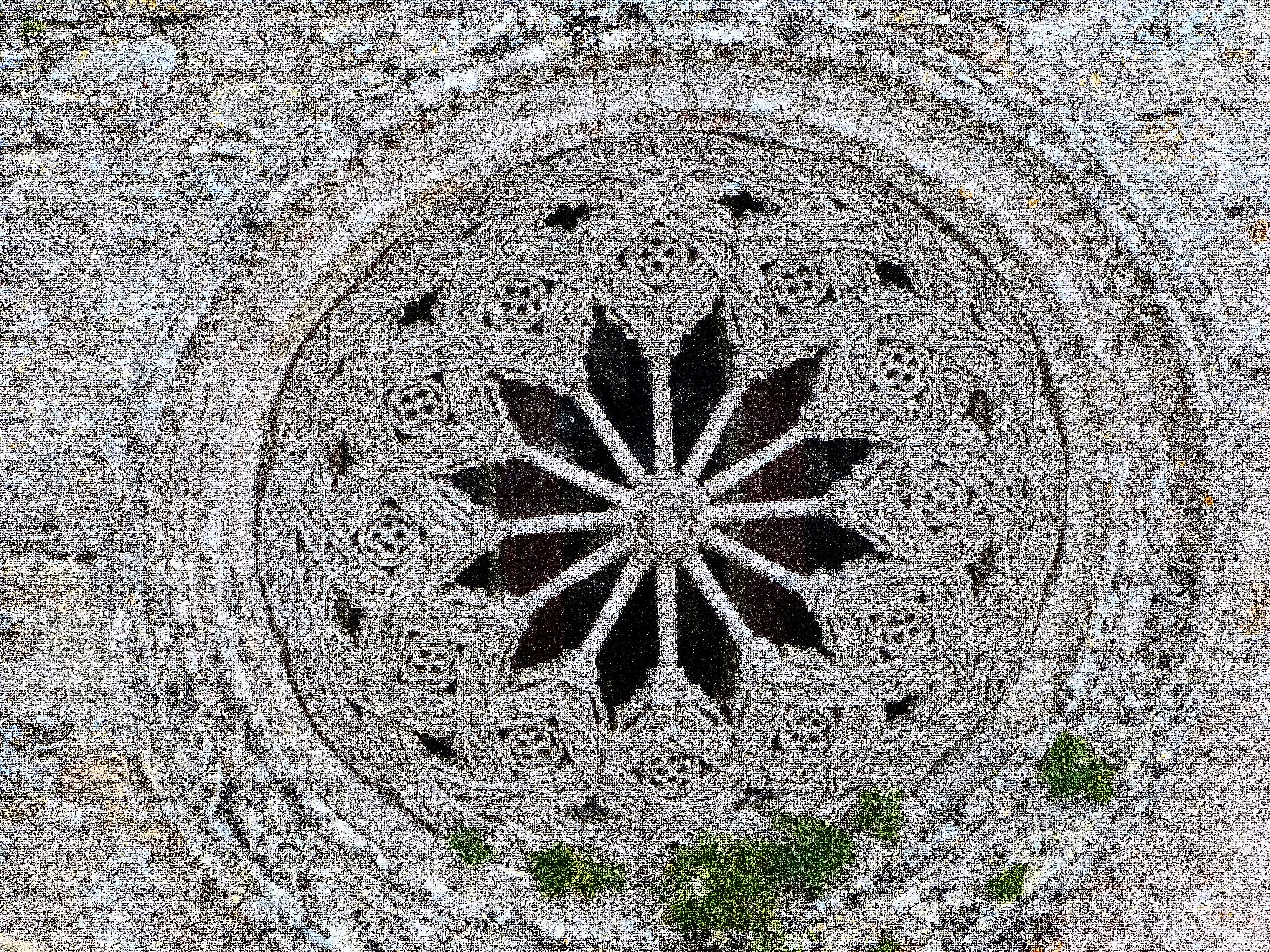
Il rosone

Il blasone collocato al centro del pavimento in prossimità dell'ingresso fu ripristinato in onore del regale fondatore. Ai bordi dello stemma è riportata la scritta: "Regium hoc templum Fridericus II sal An 1314 graphice adaugens Regali suo redimivit stemmate", presente nella lapide collocata ai tempi del prelato Carvini alla fine del XVII secolo e oggi murata dentro l'antiporta meridionale.
Dalle descrizioni di Giuseppe Castronovo, lo stemma regale decorava la chiesa, la cupola, la torre, la porta meridionale, la porta maggiore e l'uscio del coro vecchio Il rosone della facciata è stato realizzato nel 1954.
In epoca recente risale la realizzazione del polo museale ubicato nelle cappelle comunicanti della navata sinistra.

## Insigne Collegiata
La Chiesa Madre di Erice venne giornalmente officiata da ventidue semplici presbiteri e coristi fino al 1817, anno in cui vi sorse un'Insigne Collegiata per iniziativa dell'arciprete Giuseppe Floreno, dei due cappellani Giuseppe Poma Lauria e Giovan Battista Miceli, nonché del senato cittadino, i quali fin dal 1813 ne avevano avanzato richiesta sia al re Ferdinando sia al Papa. Pio VII accolse con benevolenza tale richiesta e incaricò della fondazione ed erezione di quella Insigne Collegiata Madrice il vescovo di Mazara Emmanuele Custo, per suo breve dato in Roma il 1º ottobre 1816, esecutoriato nel Regno delle Due Sicilie il 20 dicembre dello stesso anno, presentato in Mazara ed eseguito da quel vescovo il 4 marzo 1817. La bolla di erezione fu data da monsignor Custo a Monte San Giuliano il 23 agosto 1817, nel corso della sua visita pastorale. Grazie alla munificenza dei devoti ericini furono fondati dieci canonicati. Sta a capo di questo insigne collegio di canonici l'arciprete, prima dignità; seguono i due parroci, canonici di numero, il seniore, elevato a canonico decano, seconda dignità, e il juniore a canonico tesoriere, terza dignità. Né mancano canonici soprannumerari, fra i quali vanno distinti i parroci delle tre parrocchie, che sugli altri semplici canonici hanno precedenza. Sia i canonici di numero sia di soprannumero sono tutti decorati con le insegne del rocchetto e cappa magna con ermellino e mozzetta secondo la varietà dei tempi. I beneficiali sono otto, quattro quelli di soprannumero, tutti decorati con le insegne del rocchetto e dell'almuzia, ma senza cappuccio.

## Architettura
Il portale esterno, di ispirazione catalana, con un pregevole rosone, è decorato con bugne a diamante, ed è sormontato da una caratteristica finestra. Una cupola mammelliforme sormonta la costruzione.
L'interno della chiesa è di tipo basilicale a tre navate, delimitate da due lunghi filari di alti pilastri di tufo calcareo, sui quali poggiano degli archi ogivali.
Nove croci greche in marmo fissate alla parete sud, provenienti dal tempio di Venere Ericina, furono ivi incastrate per volontà dell'arciprete Vito Carvini nel 1685: una lastra murata ne spiega origini e finalità, con aggiunta di indulgenze papali, che erano concesse a quanti partecipassero agli osanna a Maria, distogliendosi dalle pratiche in omaggio a Venere, ancora usuali sino al XV secolo.
Il rosone, non originale, sostituì recentemente il remoto lastrone rotondo a tripla feritoia - pure surrogato di un altro anteriore - ed è affiancato da due oculi elaborati a canestro. Il portale, a doppia ghiera seghettata, rientra nei modi dell'architettura chiaramontana. Sul fianco settentrionale vi è portale catalano, ornato con bugne a diamante. Al versante orientale, sulla piazzetta, è addossato un altare del 1852, con una croce incorniciata finemente di tufo: vi si celebrava il rito prepasquale della benedizione delle palme.

### Navata destra prima del 1865
- Cappella e Altare di San Nicola di Bari: la cappella e l'altare vennero fondati nel 1341 dalla nobilissima famiglia Chiaramonte, che ne godeva il giuspatronato, passato poi col tempo ai loro discendenti, i Mannini (o Mannina), casato patrizio ericino. Ai Mannini successe la nobile famiglia trapanese dei Sanclemente. Donna Francesca Sanclemente fondò a Trapani il monastero domenicano di Sant'Andrea; morta costei i giurati di Trapani volevano avocare a sé quel giuspatronato, ma per lettere apostoliche fu aggregato al suddetto monastero. La cappella di San Nicola di Bari venne poi concessa nel 1682 ai confrati di San Giuseppe col patto che facessero una statua di quel santo, statua che fu lavorata a stucco da Alberto Orlando, scultore trapanese.
- Altare di Sant'Isidoro Agricola: in questo altare si venerava l'effigie di quel santo, dipinta ad olio da Orazio Ferrari; Sant'Isidoro fu eletto uno dei patroni della città di Monte San Giuliano nel 1633. L'altare era un tempo mantenuto dai massari ericini che ne celebravano la festa.
- Altare Pinto: era così chiamato per una vetusta immagine di Nostra Signora dipinta a fresco nella colonna che sorge al di sotto del pergamo. Il beneficio di questo altare venne fondato il 25 marzo 1428 dalla nobile ericina Paola Morana, sposa del nobile Francesco Morana, la quale lo dotò con un predio a Bonagia, e ne ottenne dal vescovo di Mazara il giuspatronato. Questo beneficio venne poi aggregato alla Madrice dal vescovo Luciano De Rubeis.
- Altare del Transito Glorioso di Nostro Signore: vi si venerava una pittura ad olio sopra tela; ogni anno i baroni di Baida pagavano un cero a questo altare.
- Altare di San Trifone: fu eretto dai massari nel 1659, anno dell'invasione delle locuste, con l'obbligo di mantenerlo a proprie spese.
- Altare del SS. Crocifisso: era collaterale all'ara massima, con una statua del medesimo in legno, molto antica ed assai venerata, che poi si trasferì nella sagrestia. Questo altare veniva mantenuto dall'omonima compagnia.

### Navata destra oggi
- Prima arcata. Nelle immediate adiacenze un'acquasantiera opera di maestranze siciliane datata 1537.[4]
  - Cappella di Sant'Isidoro Agricola. Sulla parete il quadro raffigurante Sant'Isidoro Agricola, opera di Orazio Ferraro del 1622.
  - Cappella della Crocifissione. Sulla parete il quadro raffigurante la Crocifissione, opera di pittore locale.
- Prima campata. Cappella della Vergine Assunta.[1] Nella nicchia è collocata la pregevole statua raffigurante la Madonna Assunta, opera attribuita allo scultore Francesco Laurana (1469)[5][6] (alcuni ritengono che sia di Domenico Gagini).
- Seconda campata. Iscrizione marmorea.
- Terza campata. Portale. Acquasantiera in marmo del 1537.
- Seconda arcata o braccio transetto destro.

|   | Controfacciata | 1º Cappella | 2º Cappella | 3º Cappella | Iscrizione |
| - | -------------- | ----------- | ----------- | ----------- | ---------- |
| N |                |             |             |             |            |

### Navata sinistra prima del 1865
- Altare di Sant'Anna: vi si venerava la sua statua in rilievo di stucco, lavorata dallo scultore Alberto Orlando. Questo altare veniva un tempo mantenuto dalle pie donne che ne celebravano la festa con grandi dimostrazioni di devozione. L'altare di Sant'Anna fu fatto restaurare dall'arciprete Miceli e la statua di stucco venne sostituita con una tela a olio, rappresentante la Vergine Maria e i suoi genitori, dipinta dal sacerdote ericino Carmelo Pirajno.
- Altare delle Anime Purganti: fu eretto dal sacerdote Leonardo Cusenza, dotato con 12 tarì annuali dall'arciprete Giuseppe Gervasi, e ornato di molte sacre reliquie. Questo altare era ammirato per un grande dipinto delle Anime Purganti con Nostra Signora del Rosario; si crede che tale tela sia opera di Andrea Carreca, pittore trapanese.
- Altare di San Nicola da Tolentino: fu innalzato nel 1640 dall'arciprete Nicola Gervasi, e dotato con 12 tarì annuali da suo fratello Giuseppe che gli successe nell'arcipretura.
- Cappella de Scrineis: fu aggiunta al duomo nel 1565 su iniziativa dell'arciprete Cesare de Scrineis, e posta al fianco sinistro, creando una nuova ala rivolta a tramontana. Il capellone di quest'ala è sormontato da un'alta cupola; in questa cappella si apre una delle porte del duomo che guarda a settentrione.
- Cappella di Tutti i Santi: si trova a sinistra della cappella de Scrineis, fu fondata e dotata nel 1510 da Bartolomeo Saluto, e la si stima a buon diritto un egregio modello di architettura gotica. Nell'altare si venerava un affresco di Orazio Ferrari, coperto nel 1704 da una tela dipinta ad olio da Pietro D'Andrea, detto Poma, romano.
- Altare di San Giuseppe: succedeva alla magnifica cappella di Tutti i Santi; la statua in legno di San Giuseppe era opera dello scultore ericino Giovan Pietro D'Angelo. L'altare di San Giuseppe sorgeva dapprima dove era quello di San Nicola di Bari, poi nel 1682 venne trasferito nella nuova ala di Tutti i Santi e abbellito di marmi e chiuso da un cancello in ferro.
- Cappella di Nostra Signora Assunta in Cielo: con la cappella di Nostra Signora Assunta in Cielo (titolare della chiesa) terminava questa nuova ala della Madrice; a destra della cappella si apre l'uscio della sagrestia.

### Navata sinistra oggi
- Prima arcata: 
  - Cappella. Fonte battesimale con cupolino del 1627. Quadro di Gesù bambino raffigurato fra Sant'Ignazio di Loyola e San Francesco Saverio.
  - Cappella della Vergine. Sulla parete il quadro raffigurante l'Incoronazione della Vergine del 1767.
- Prima campata: Cappella della Madonna di Custonaci. Nell'ambiente è collocato il dipinto raffigurante la Madonna di Custonaci,[7] immagine realizzata nel 1891 da Michele Corteggiani, copia dell'originale custodita nel santuario di Maria Santissima di Custonaci.
- Seconda campata. Addossato alla parete il busto marmoreo dell'arciprete Giuseppe Augugliaro, opera di Leonardo Croce del 1883. Il prelato fu l'artefice della ricostruzione del tempio nel 1865.
- Terza campata: Cappella de Scrineis. Ambiente commissionato dal prelato Cesare de Scrineis nel 1586, prima sala adibita a museo. Caratterizzata dalle nicchie angolari di raccordo tra la cupola e la crociera. Sulla parete il dipinto Compianto sul Cristo morto con San Carlo e Sant'Enrico, opera di Orazio Ferraro del 1622.
- Seconda arcata o braccio transetto destro: primitiva Cappella di San Nicola. Ambiente edificato nel 1591 e caratterizzato dagli archetti ricorrenti, seconda sala adibita a museo. Sull'altare di sinistra il dipinto Madonna del Rosario raffigurata con le anime purganti, opera di Giovanni Battista Scannatella del 1705. Sull'altare destro il dipinto raffigurante la Presentazione di Maria al Tempio, opera di Pietro Croce del 1882 proveniente dalla chiesa di San Pietro;
  - Cappella di San Giuseppe: terzo della serie di tre ambienti, primitive cappelle cinquecentesche[8] collegate fra loro e volte a formare un unico locale oggi adibito a sede del Tesoro della Madrice. Nella nicchia sull'altare è collocata la statua di San Giuseppe con Gesù fanciullo, opera di Gian Pietro d'Angelo.

|   | 1º Cappella | 2º Cappella | 3º Cappella | 4º Cappella | 5º Cappella | 6º Cappella |
| - | ----------- | ----------- | ----------- | ----------- | ----------- | ----------- |
| S |             |             |             |             |             |             |

### Abside e presbiterio
L'altare versum populum dietro la balaustra fu realizzato da Domenico de Lisi nel 1906. La cancellata bronzea che permette l'accesso all'area del presbiterio è opera del sacerdote Matteo Gebbia del 1683. Dell'imponente apparato pittorico decorativo risalente al XV secolo, realizzato da Giovanni Russi, è giunta a noi una piccola scena raffigurante un Angelo musico visibile al di sopra degli scranni del coro dei canonici.
Al 1452 risale un atto rogato dal notaio Niccolò Saluto di Erice per la commissione di un affresco con tema l'Assunzione della Vergine Maria, opera barbaramente distrutta.
Sospesa sull'altare una Croce astile, raffinata opera d'argenteria siciliana del XV secolo.

#### Icona
Di rilievo la grande icona marmorea con al centro la Madonna in trono con il Bambino del 1513, opera attribuita allo scultore carrarese Giuliano Mancino. L'ardita ancona marmorea fu realizzata con la collaborazione di Bartolomeo Berrettaro, del cognato Antonello Di Battista, dei fratelli Pietro e Paolo, del giovine Pietro, loro nipote.
Il monumentale apparato con struttura piramidale, lievemente concavo sull'asse mediano verticale, raffigura su svariati ordini personaggi e scene della Vita di Gesù realizzato in candido marmo di Carrara. Sulla mensa due pannelli con bassorilievi raffigurano gli episodi Gesù con i fanciulli e la Gesù benedicente fra gli apostoli, delimitati da guglie con pinnacoli e nicchia centrale ospitanti le statuette a tutto tondo di Santi in abito talare d'ordine monastico. Al centro il tabernacolo rappresentato da un doppio tempietto arricchito da particolari argentei, fra i quali spicca la statuetta del Cristo risorto collocata sulla guglia centrale e la custodia ornata da figure opera di Pietro Lazara realizzata nel 1602. Pinnacoli traforati e cortine d'archetti gotici raccordano l'edicola sacra con le estremità laterali. Negli scomparti alla base della sopraelevazione sono raffigurati gli Apostoli a mezzobusto, il numero dei ritratti riprodotti suggerisce la presenza di Profeti.
- Nel primo ordine sono presenti quattro nicchie binate, decorate con la conchiglia di San Giacomo Maggiore nella calotta e separate da lesene arricchite da delicate grottesche in rilievo. Gli scomparti ospitano le statue a tutto tondo raffiguranti rispettivamente San Giovanni Battista e San Giuliano l'Ospitaliere a sinistra, due Santi Re guerrieri sulla destra. Al centro il grande pannello raffigurante la Vergine col Bambino attorniata da otto fra arcangeli e cherubini adoranti.
  - Nei quattro scomparti superiori scene della Passione di Gesù: l'Ultima cena, l'Orazione nell'orto, la Cattura di Gesù, la Condanna di Gesù.
- Un secondo ordine delimitato da candelabra e nicchie laterali con due Dottori della Chiesa, comprende le scene della Deposizione, la Crocifissione di Gesù tra i ladroni e la Pietà.
- Similmente nel terzo ordine le figure di San Pietro Apostolo e San Paolo Apostolo delimitano la Resurrezione.

Nel timpano la raffigurazione della Nascita di Gesù sormontata dalla figura a mezzobusto di Dio Padre benedicente chiude l'imponente composizione.

## Sacrestia
- XVIII secolo, Armadio in legno intagliato e dipinto.
- XVI secolo, Reliquiari in legno intagliato e dipinto.
- XIX secolo, Madonna delle Pere, olio su tavola.
- XIX secolo, Sacro Cuore di Gesù, olio su tela, opera documentata di Giuseppe Patania.[7]
- XV secolo, Collo di pozzo, manufatto marmoreo con decorazioni di ignoto autore.[14]

## Museo

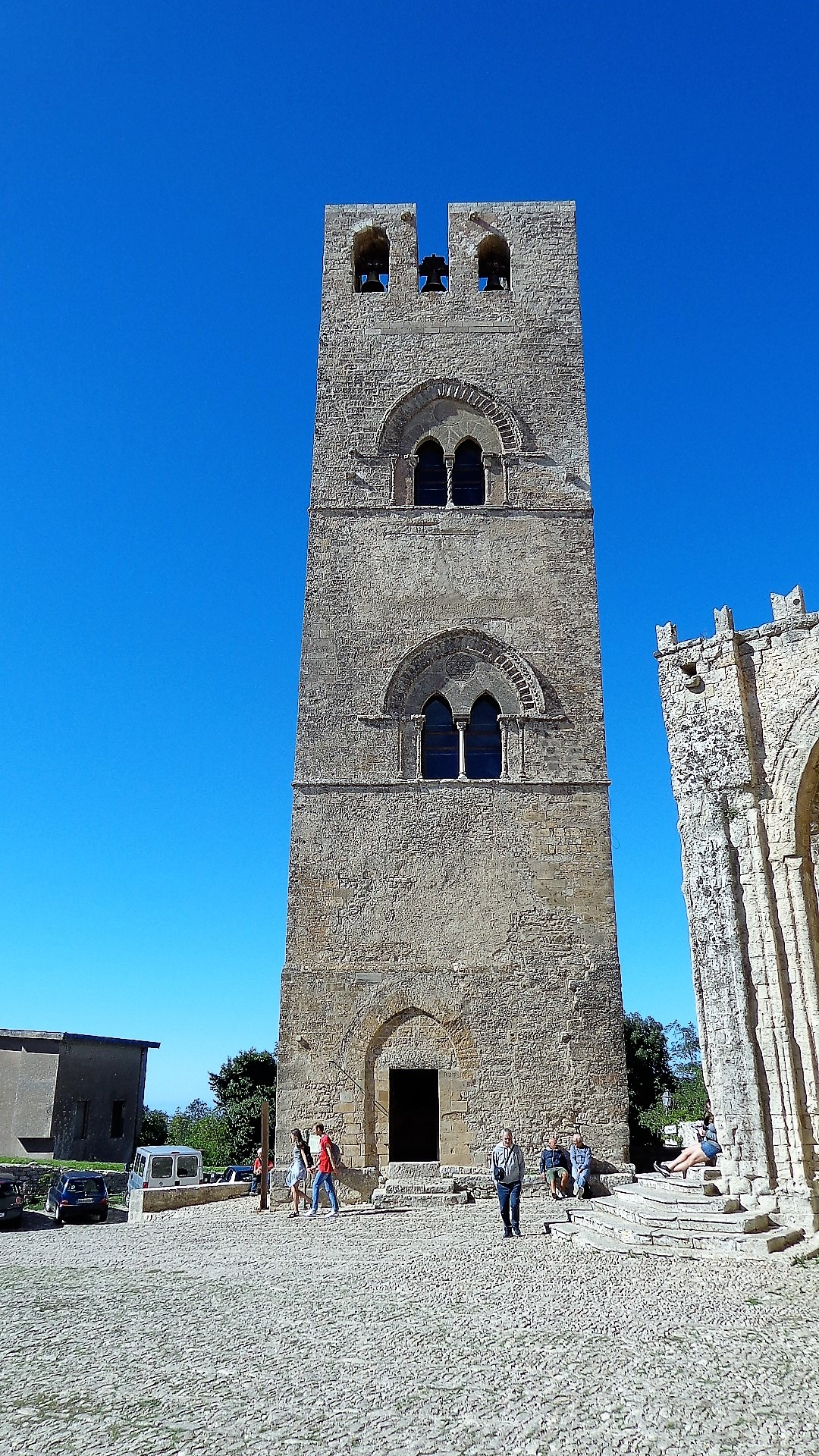
Campanile.

Nell'area appositamente destinata a museo custodisce il cosiddetto "Tesoro di Erice", costituito oltre da pitture e sculture, da manufatti d'oreficeria, argenti, monili, parati, alabastri, sete, ricami, coralli.
- XV secolo, Calice, argento.
- XVI secolo, Crocifisso, legno intagliato e dipinto.
- 1503, Turibolo, argento.
- 1602, Custodia, argento, opera di Pietro Lazzara.[15]
- 1686, Reliquiario, argento.
- XVIII secolo, San Pietro, San Paolo, San Vito, statuette in alabastro.
- XVIII secolo, Educazione della Vergine, olio su tela, opera proveniente dalla chiesa di San Pietro di Giuseppe Felice.

## Campanile
La primitiva torre quadrangolare d'avvistamento riedificata durante le guerre del Vespro, alla fine del XIV secolo fu trasformata in campanile con bifore, costruzione verosimilmente insistente sullo stesso sito ove in epoca punica sorgeva un analogo manufatto atto a garantire il presidio del territorio e il contestuale controllo del Mediterraneo durante la disputa delle guerre puniche sui fronti contrapposti di Roma e Cartagine.
La costruzione alta 28 metri circa, con base quadrata 8 x 8 metri, iniziali rampe di gradini in pietra e scala a chiocciola, si articola su tre livelli: il pianterreno è illuminato da monofore, gli altri piani presentano vani arricchiti da eleganti bifore. I 110 gradini conducono alla piattaforma sommitale cinta da merli ghibellini ospitante le incastellature campanarie. Da questa posizione si gode una magnifica visuale sulla cittadina e un controllo a 270º che spazia dai rilievi di Monte Cofano alla penisola di San Vito lo Capo e il profilo di Ustica; sull'intera città di Trapani, le Saline di Trapani, lo Stagnone, Mozia e la città di Marsala; la pianura, tutto il sinuoso altipiano fino a Segesta sulla direttrice per Palermo, senza trascurare il vasto specchio di mare con l'arcipelago delle Egadi.

## Feste religiose
- Madonna di Custonaci, Solennità e corteo processionale rievocante il trasferimento e la collocazione della copia del quadro in duomo, ricorrenza l'ultimo mercoledì di agosto.

## Galleria d'immagini
Campanile
Campanone
FacciataRosone

Navata
Ancona Marmorea
CroceInterno